# Embalse Los Aromos
El embalse Los Aromos es una obra civil hidráulica para almacenar una reserva de agua del estero Limache mediante una represa. Está ubicado a unos 5 km aguas arriba de su desembocadura en el río Aconcagua, en la comuna de Limache.: 3 

## Recursos hídricos
Al embalse aportan el estero Limache (solo a partir del embalse Lliu-Lliu) y los desviados desde el río Aconcagua a través del canal que se inicia cerca del puente Boco.

## Características técnicas
El embalse posee una capacidad de 35 millones de m³, y es una de las principales fuentes de agua potable en la zona. Abastece a las comunas de Concón, Viña del Mar y Valparaíso, cubriendo aproximadamente el 20% de las necesidades de dichas ciudades.

## Ampliación de capacidad
En 2014, el Ministerio de Obras Públicas llamó a licitación para el diseño de las obras de ampliación del embalse, por un monto de 330 millones de pesos, para:
- aumentar la capacidad de almacenamiento, de 35 millones a 60 hm³ mediante la instalación de compuertas
- aducción de caudales desde el río Aconcagua hacia el embalse Aromos (Entre 3 a 7,5 m3/s)

con un costo de 28.000 $MM (con IVA, moneda de marzo de 2015) y la estimación de terminarlas en 2017. Sin embargo, en agosto de 2019, en el boletín sobre estado de los embalses del Ministerio, figuraba el embalse Los Aromos con 35 hm³ todavía.

## Situación hídrica 2015
El año 2015 el nivel de agua acumulada se redujo hasta el nivel de 5 millones m³, cercano al de 3 millones m³, que deben permanecer en el embalse por razones técnicas.

## Situación hídrica en 2018-19
| Volumen almacenado Embalse Los Aromos                            |                                                                  |
| ---------------------------------------------------------------- | ---------------------------------------------------------------- |
| Gráfico no disponible temporalmente debido a problemas técnicos. |                                                                  |
| Contenido promedio histórico Contenido 2018-19                   |                                                                  |
|                                                                  | Gráfico no disponible temporalmente debido a problemas técnicos. |

La información de la Dirección General de Aguas sobre el volumen almacenado por el embalse durante los últimos 12 meses muestra una clara baja con respecto al promedio histórico almacenado de 28 millones m³.